# 少弐頼隆
少弐 頼隆（しょうに よりたか）は、戦国時代の武将。少弐政資の長男。兄弟姉妹に少弐高経、少弐資元、南殿（松浦政室）がいる。

## 略歴
高経が1462年生まれのため、それ以前と思われる。
さて、頼隆自身の功績だが、1497年に大内氏に攻められ、弟・高経と行動を共にしていたが討死したことくらいしかわかっていない。